# کلپتون (دی‌جی)
کلَپتون (انگلیسی: Claptone) دی‌جی و تهیه‌کنندهٔ موسیقی اهل آلمان است که در ژانرهای هاوس و تک هاوس تخصص دارد. او در اجراهای خود با ماسک طلایی به سبک پزشک طاعون حاضر می‌شود که هویت او را پنهان نگه می‌دارد. عموماً باور بر این بود که کلپتون یک نفر است، اما پس از آن که عموم مردم متوجه شدند که کلپتون اغلب به‌طور همزمان در سه سالن اجرا می‌کند، این شایعه منتشر شد که کلپتون شامل سه شخص مختلف است. کلپتون در مکان‌های مشهوری شامل‌های ایبیزا (با نام رسمی اسپیس)، پاچا و تومارولند اجرا کرده‌است.

## زندگی و حرفه

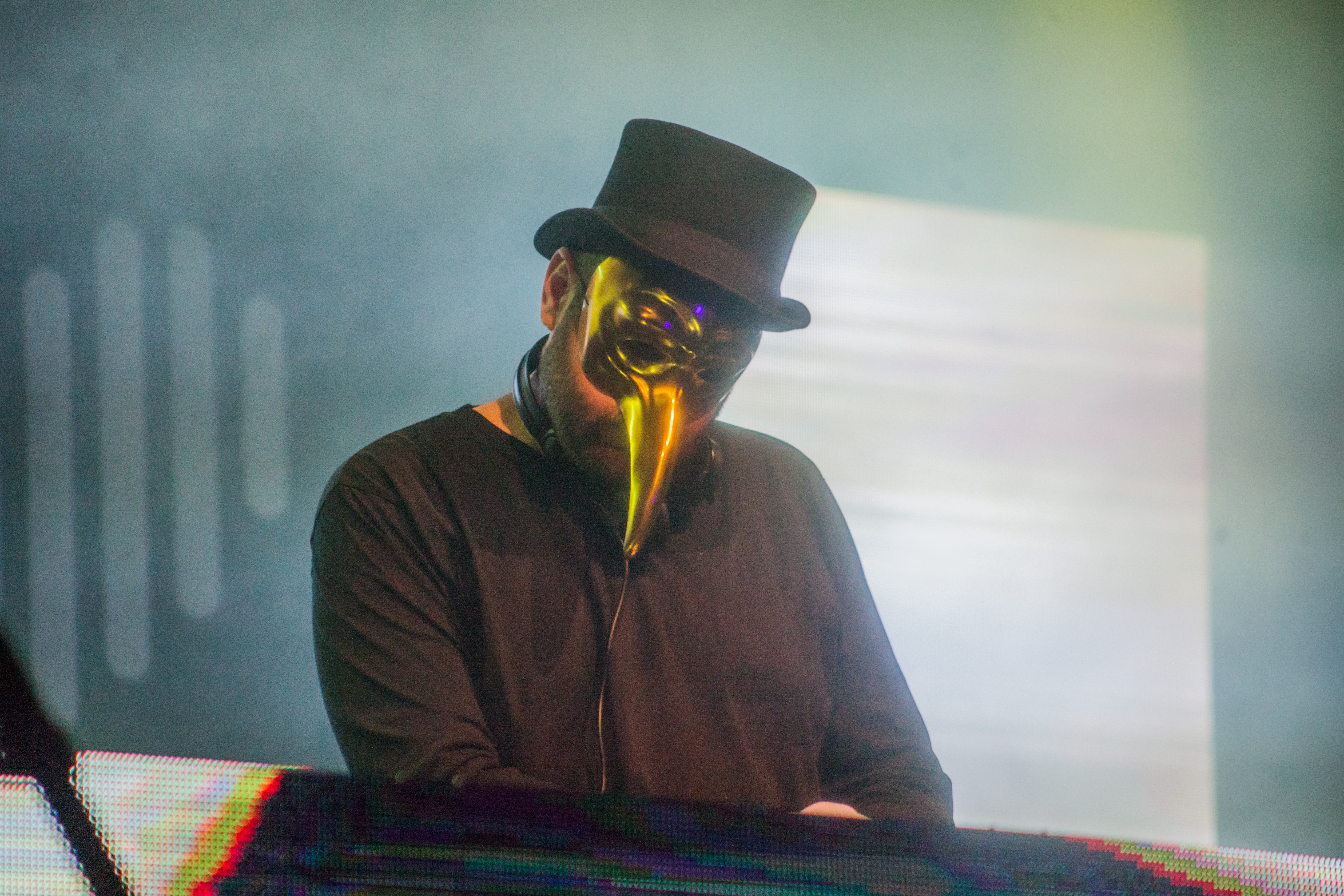
کلاپتون در جشنوارهٔ بیتس فور لاو در سال ۲۰۱۹

کلپتون در سال ۲۰۱۳ با ترانهٔ «بی‌چشم» با همراهی جاو از گروه الکترونیک دی‌اوپی به شهرت رسید. او آلبوم افسونگر را در سال ۲۰۱۵ از طریق دیفرنت ریکوردینگز و آلبوم میکس‌های بالماسکه را در سال ۲۰۱۷ منتشر کرده‌است.
در سال ۲۰۱۵، میکس‌مگ کلپتون را به‌عنوان «یکی از دیده‌شده‌ترین شخصیت‌ها در عرصهٔ جهانی دیپ هاوس» و موسیقی او را «تولیدشده به‌شکل دقیق و بدون قابل سرایت بدون دردسر» توصیف کرد. او با تعدادی از گروه‌های مستقل و خواننده و ترانه‌پرداز همکاری کرده‌است. آلبوم افسونگر او شامل آوازهایی از پیتر بیورن اند جان، جاو، جی-جی یوهانسون، و نیتن نیکولسن از د باکسر ربلیون بود. میکس‌مگ اشاره می‌کند که ریمیکس کلپتون از قطعهٔ روح مایع اثر گرگوری پورتر از آلبومی با همین نام «به پرفروش‌ترین آهنگ بیت‌پورت و یکی از بزرگ‌ترین آهنگ‌های سال تبدیل شده‌است» (۲۰۱۵).
به گفتهٔ جز لاین، مجلهٔ آنلاین موسیقی جاز، ریمیکس کلپتون تا حدی باعث موفقیت آلبوم پورتر بود. این آلبوم پس از پخش ریمیکس کلپتون در اسنشیال میکس از رادیو بی‌بی‌سی ۱ و سپس قرار گرفتن آن در صدر جدول بیت‌پورت، در بریتانیا به جایگاه طلایی دست یافت، که باعث شد دوستداران موسیقی رقص به‌دنبال قطعهٔ اصلی اثر پورتر باشند.
لباس معمول کلپتون شامل یک ماسک منقاردار طلایی، شبیه به ماسک دکتر طاعون، و دستکش‌های سفید است، بنابراین هویت او همچنان یک راز باقی مانده‌است. اطلاعات کمی در مورد پیشینهٔ کلپتون وجود دارد، جدای از اینکه او اهل برلین است. به گفتهٔ وبگاه Warp.la، این فعال موسیقی در واقع دو نفر هستند که گاهی اوقات با هم به اجرا می‌پردازند.

## ترانه‌شناسی

### آلبوم‌ها
- افسونگر (۲۰۱۵)
- بالماسکه (۲۰۱۶)
- فوق‌العاده (۲۰۱۸)
- نزدیک‌تر (۲۰۲۱)[۵]